# Милан Четник
Милан Четник (Цетина, 15. април 1940 — 1989) био је српски вајар.

## Биографија
Рођен је 15. априла 1940. у Цетини. Дипломирао је вајарство на Факултету ликовних уметности Универзитета уметности у Београду. Током студија је путовао у Совјетски Савез и Париз.
Самостално је излагао у Београду 1969. и 1971. године. Учествовао је на групним изложбама у Октобарском салону, већем броју изложби Удружења ликовних уметника Србије, изложби „Југословенски портрет” у Тузли и низ других изложби.
Добитник је награде Универзитета у Београду за скулптуру и награде фонда „Сретена Стојановића” 1966, друге награде ЦК СОС, рекламне награде на Пролећној изложби УЛУС-а 1967. године и две похвалне награде на изложби југословенског портрета у Тузла. Његови објекти су изложени у неколико земаља.
Преминуо је 1989. године.